# Hélder Sousa Silva

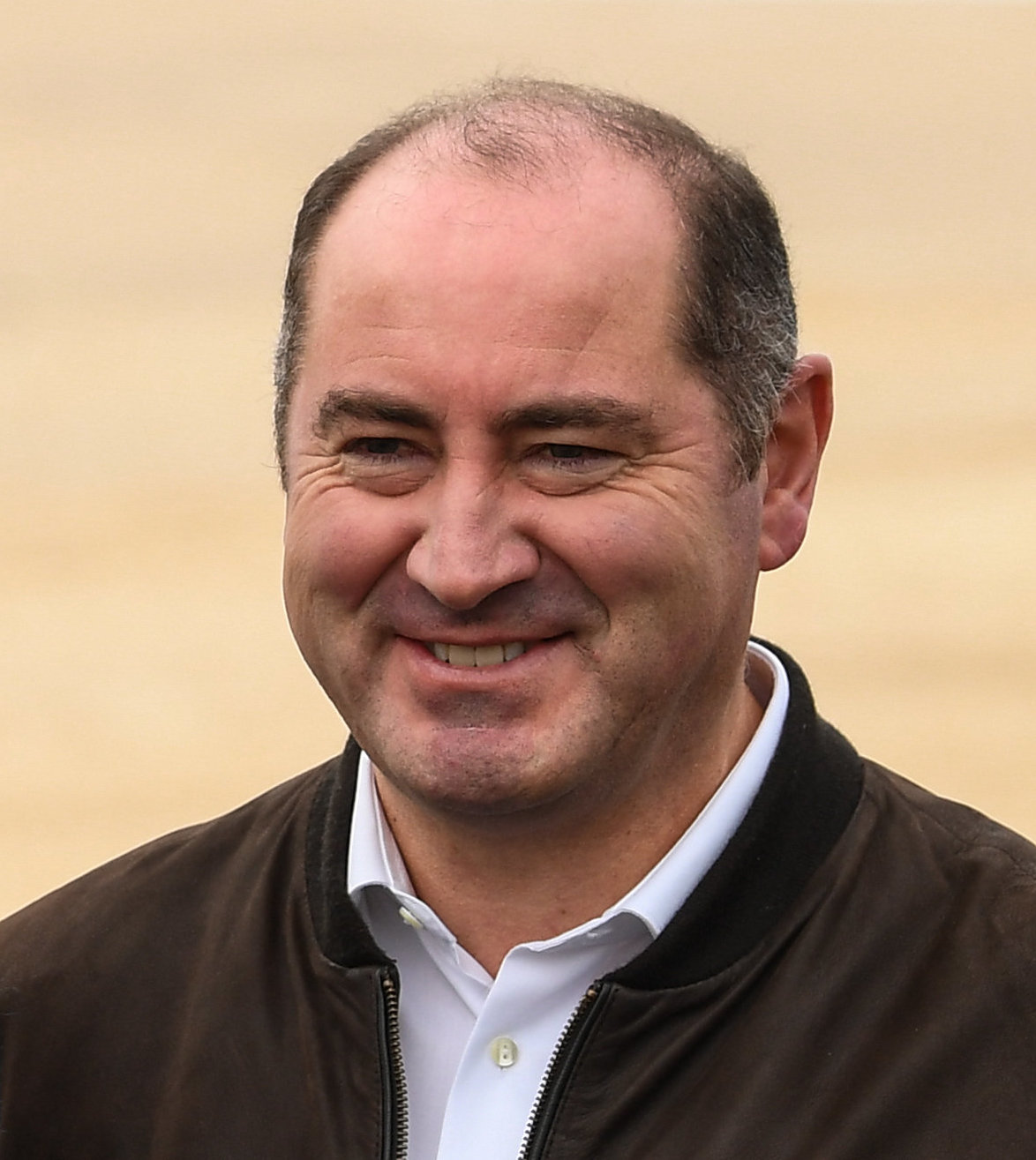

Hélder António Guerra de Sousa Silva (Mafra, Mafra, 21 de Julho de 1965) é um político português.

## Biografia
Foi deputado do Grupo Parlamentar do PSD em funções na Assembleia da República na XII Legislatura. Em 2013, terminou o seu mandato de deputado na sequência da sua eleição, pelo PSD, como Presidente da Câmara Municipal de Mafra, tendo sido reeleito em 2017 e 2021. Em julho de 2024, tomou posse como deputado ao Parlamento Europeu para a 10.ª legislatura (2024-2029), na lista da AD (coligação PSD/CDS/PPM), e renunciou ao mandato de Presidente da Câmara Municipal de Mafra.
Durante a sua carreira, foi o responsável pela criação e implementação do Serviço Municipal de Proteção Civil de Mafra, o primeiro Agrupamento de Corpos de Bombeiros a nível nacional e foi o primeiro a ter idealizado e conduzido todo o processo que culminou na atribuição do Galardão de Reserva Mundial de Surf à Ericeira, 1.ª da Europa e 2.ª mundial.
Mestre em Engenharia Electrotécnica e de Computadores pelo Instituto Superior Técnico da Universidade Técnica de Lisboa, Licenciado em Engenharia Electrotécnica e de Computadores pelo mesmo instituto e é também licenciado em Ciências Militares, ramo de transmissões pela Academia Militar. Possui também o Curso Avançado em Segurança e Defesa pela Universidade Católica Portuguesa. Em 2011 iniciou o Doutoramento em Estudos Estratégicos, no Instituto Superior de Ciências Sociais e Políticas da Universidade Técnica de Lisboa.
Tendo uma vasta e experiência profissional, nomeadamente Vereador da Câmara Municipal de Mafra, Director de Serviços no Ministério da Administração Interna, Oficial do Exército, docente universitário bem como representante em diversas entidades públicas e privadas. Os seus interesses centram-se nas áreas da política, da segurança e protecção civil, turismo, informática e telecomunicações.